# 宇都宮信用金庫
宇都宮信用金庫（うつのみやしんようきんこ）は、かつて存在した信用金庫。
当時栃木県宇都宮市に本店を置く県内最大の信用金庫だった。略称はうしんきん。本店所在地は、栃木県宇都宮市中央一丁目（現・栃木信用金庫宇都宮営業部）。
2001年暮れ経営破綻。経営破綻直前の2001年3月期における総資産は1,853 億円（全国159/371位）貸出金は1,067億円。自己資本比率は3.95%。
店舗数21店舗。職員数274名。会員数22,018人。
事業譲渡先は栃木信用金庫・烏山信用金庫・鹿沼相互信用金庫・小山信用金庫・大田原信用金庫の5信用金庫。

## 破綻理由
宇都宮信用金庫は県内最大手でかつ歴代理事長が県協会長はじめ関信協会長、全国信用金庫協会副会長等の要職を務めた業界有数の名門金庫であった。
破綻にいたった外的要因として、金融機関が多く競争が激しい県央部を中心に店舗展開していた事と、
長引く不況による都市部の空洞化や地価下落が不良債権の膨張につながったという事があげられている。
その一方の内部要因として、河合家三代目理事長河合耕吉の経営姿勢が終始優柔不断だったのをあげる人もいる。

## 沿革
- 1923年2月 宇都宮共福信用組合として設立。
- 1950年4月 宇都宮信用組合に改組。
- 1951年10月 信用金庫法に基づき、宇都宮信用金庫に改組。
- 1963年12月 石橋信用金庫と合併。
- 2001年10月19日 経営破綻により自主再建を断念。県内金融機関の事業譲渡を開始。
- 2001年10月19日 金融整理管財人として、高橋信正及び渡辺洋が就任。
- 2002年1月24日 預金保険機構に対して資金援助申請。
- 2002年2月6日 預金保険機構運営委員会において資産買取り決定。